# Collatz-Preis
Der Collatz-Preis (englisch ICIAM Collatz Prize) ist ein vom ICIAM (International Congress on Industrial and Applied Mathematics) und der GAMM (Gesellschaft für Angewandte Mathematik und Mechanik) alle vier Jahre verliehener Preis in angewandter Mathematik (Industrial and Applied Mathematics). Er wird seit 1999 verliehen und ist nach Lothar Collatz benannt.

## Preisträger
- 1999 Stefan Müller
- 2003 E Weinan
- 2007 Felix Otto
- 2011 Emmanuel Candès
- 2015 Annalisa Buffa
- 2019 Siddhartha Mishra
- 2023 Maria Colombo